# 约瑟夫·皮尔斯
约瑟夫·皮尔斯（1842年5月10日－1916年1月3日），生于广东，10歲时经人由廣州带往美国，后来加入联邦军（北軍），参与了美国南北战争中所有关键性的战役，因而升为士官，是为数不多且事迹有据可查的早期美國華裔军人之一，也是当时联邦军中军衔最高的华裔军人。

## 生平

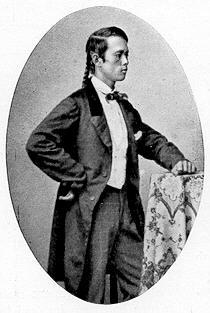
约瑟夫·皮尔斯

皮尔斯约在1842年生于清朝广东地区。本名并非约瑟夫·皮尔斯，但原有的中文名字早已失传，无从考证。皮尔斯到达美国的途径有几种不同的说法。一种版本来源于他的讣告，内中描述皮尔斯在小的时候漂流到日本，孤独可怜、没有朋友，后被新不列颠号船长约瑟夫·A·皮尔斯（Joseph A. Pierce）发现，皮尔斯船长不但将其带回了家，还给他取了和自己一样的名字并抚养他长大。
还有一种版本来自于皮尔斯在第14康州步兵团的战友埃德温（Edwin Stroud）的叙述。埃德温表示皮尔斯是被康涅狄格号船长阿莫斯·派克（Amos Peck III）在离中国海域40英里处一海滨发现的；而派克船长的家族传说也提及了收养皮尔斯的事情，并进一步描述了派克船长在广东时，从皮尔斯的父亲手中以6美元（1美元相當於1銀元，即0.7兩銀）的价钱购来，因为当时皮尔斯的父亲非常需要钱来养活饥饿的家庭；但同时派克船长的家族传说又记载了另一种相似的说法，派克船長花的是50到60美元从约瑟夫·皮尔斯的兄长手中購得。尽管这是一笔不折不扣的人口交易，但派克船长把皮尔斯抚育成人，将他视为派克家庭的成员之一。船员给他起昵称为“乔”（Joe），后根据美国总统富兰克林·皮尔斯而定名为约瑟夫·皮尔斯（Joseph Pierce）。
1861年，南北战争爆发。次年，在康州柏林以务农为生的皮尔斯加入了联邦軍隊（北軍），他被分配至第14康涅狄格州志愿步兵团F连，隶属于波多马克军团。皮尔斯在他的第一战——安提耶坦之战中从围墙上坠落，因此住院一个多月。后又经数次伤病，才终于在1863年5月归队，在参加了7月2日葛底斯堡遭遇战后，他又志愿参加7月3日的新一场战斗。当天黄昏，皮尔斯被选派掩埋尸体，皮尔斯在这场战斗中雖因丢失水壶、帐篷等装备遭到罚款，但還是因此役之战功，于11月1日升任下士，成为联邦军中军衔最高的华裔军人。随后，他被派往纽黑文从事募兵工作，1864年9月归队。1865年5月10日，南北战争以聯邦方面（北軍）的胜利而告终，31日，皮尔斯退伍。
战后，皮尔斯成为一名银匠，他定居于梅里登，并在那里度过余生。1876年11月12日，他与一位名叫玛莎·摩根（Martha Morgan）的女士结婚，他们一共育有两男两女，但其中只有两个儿子存活了下来。从1890年末起，皮尔斯开始积攒自己每月10美元的抚恤金，金额在1912年时达到了顶点，为每月24美元。皮尔斯一直持续工作直到1915年。1916年1月3日，皮尔斯因流行性感冒、动脉硬化和支气管炎去世，享年73岁，身后被葬在胡桃木墓园（Walnut Grove Cemetery）。当地报纸上刊登了他的讣告，上面并没有提及他的种族，只简单地说了他是“知名且受人喜爱的”（well known and liked）。